# Wladimir Mollof
Wladimir Mollof est un banquier d’affaires français, né en 1941 à Sofia, en Bulgarie. Il dirige actuellement la banque d'affaires Arjil & Associés.

## Biographie

### Origines et études
Wladimir Mollof est issu d’une famille bulgare francophile très engagée dans la vie politique de son pays. Son grand-père, Vladimir Mollof, a été ministre des Finances de Bulgarie de 1926 à 1931. Son père, Dimitri Mollof, secrétaire du Parti démocrate bulgare, a fui la dictature communiste et s'est installé à Paris en 1950 avec sa famille[réf. souhaitée]. 
Wladimir Mollof a grandi en France où il a effectué toute sa scolarité. Il a notamment étudié à Janson-de-Sailly, puis obtient une licence en chimie et physique à Jussieu.

### Carrière
Wladimir Mollof commence sa carrière dans l’industrie aux États-Unis. Il travaille pendant 12 ans au sein du groupe de chimie américain, DuPont de Nemours. En 1970, avec la banque anglaise Barings, il lance DuPont Venture Capital à Genève. En 1984, il participe au lancement de Baring Brothers Hambrecht & Quist, son activité de capital-risque en Europe. Pendant les six années passées au sein de cette structure, il contribue à la levée de six fonds et réalise plus de 40 investissements. En 1990, il fonde la société de capital-investissement Argos Soditic, où il lève des fonds pour un montant de 120 millions de dollars pour l’Europe (opérations de LBO en Europe du Sud). En 1992, à la suite du changement de régime bulgare, il retourne dans son pays natal et reprend les immeubles et terrains appartenant à sa famille.
En 1996, il devient associé-gérant d’Apax Partners Finance à Paris puis participe en 2001 au lancement de sa spin-off, Altium Capital (anciennement Apax Partners Finance), dont il est le président en France. Quatre ans plus tard, la société Altium Capital Finance France procède à l’acquisition d’Arjil & Associés Banque, la banque d’affaires créée en 1987 par Jean-Luc Lagardère. Wladimir Mollof devient président de la nouvelle structure, dénommée Arjil. La banque d’affaires est très active dans les secteurs de la défense, des médias ou encore de l’agroalimentaire, et intervient dans des opérations en Europe Centrale et en Afrique du Nord. En 2007, elle s’illustre notamment sur l’opération de rachat de l’activité biscuits de Danone par Kraft Foods, dont elle est le conseil. Grâce à son adossement au groupe Altium, implanté dans toute l’Europe, elle a également élargi son périmètre d’intervention à l’international, notamment dans le conseil aux États, et réalise par exemple des missions de conseil financier auprès de gouvernements étrangers, pour lesquelles elle s’est notamment appuyée sur les compétences de Dominique Strauss-Kahn. En 2013, elle a été mandatée par l’état serbe comme conseil financier mais a aussi notamment en 2014 organisé le financement et la reprise par une équipe externe du groupe sidérurgique Ascométal, alors en redressement judiciaire (230M€ levés par la banque d’affaires).
En parallèle, en 2000, Wladimir Mollof fonde ACG Private Equity, spécialisée dans la gestion de fonds privés en Europe, qui deviendra plus tard ACG Group, au fil de plusieurs acquisitions majeures. ACG Group s’est développé en menant plusieurs opérations de croissance externe, notamment Viveris Management en 2001 puis Groupama Private Equity en 2013. Wladimir Mollof est aujourd’hui à la tête d’ACG Group, un acteur important du private equity européen, avec 3 milliards d’euros sous gestion.